# Manuel Gaete
Manuel Jesús Gaete Collao (* 5. Januar 1948 in Santiago de Chile; † 25. Juni 2003) war ein chilenischer Fußballspieler und -trainer. Der Mittelfeldspieler absolvierte drei Länderspiele für Chile und gewann auf Vereinsebene zwei Meisterschaften.

## Spielerkarriere

### Verein
Manuel Gaete begann in der Jugend des CD Universidad Católica und debütierte in der Profimannschaft 1967. Bei den Cruzados konnte er sich nicht durchsetzen und so ging Gaete in die zweite Liga zu Unión San Felipe. Mit dem Klub gewann er erst die Zweitligameisterschaft und in der Folgesaison auch den nationalen Meistertitel. Dies war die erste Meisterschaft für San Felipe in der Vereinsgeschichte. Nach einem Jahr beim CD Magallanes wechselte Gaete 1974 zu Unión Española. Dort erreichte Gaete sowohl das Finale der Copa Libertadores 1975, das die Chilenen im Entscheidungsspiel gegen den argentinischen Rekordsieger CA Independiente verloren, als auch die Meisterschaft 1975. Manuel Gaete spielte noch für den CD Huachipato und beendete seine Karriere 1979 bei Naval de Talcahuano.

### Nationalmannschaft
In der chilenischen Nationalmannschaft gab Manuel Gaete im Juni 1972 beim Freundschaftscup Taça Independência gegen Ecuador unter Rudi Gutendorf sein Länderspieldebüt. Beim 2:1-Erfolg wurde er für Alberto Fouillioux eingewechselt. Im Spiel gegen Portugal wurde Gaete für Francisco Valdés nach der Halbzeitpause eingewechselt. Im November 1974 absolvierte Gaete bei der Copa Carlos Dittborn gegen Argentinien sein drittes und letztes Länderspiel.

### Trainer
Manuel Gaete trainierte ab 1990 Unión La Calera, mit denen er Meister der Tercera División 1990 wurde, und blieb dort bis 1992. 1993 und 1994 war der frühere Nationalspieler Trainer von Unión San Felipe, kehrte 1994 wieder zu Unión La Calera zurück. 2002 kam er auf eine dritte Amtszeit bei La Calera.

## Erfolge
Unión San Felipe
- Chilenischer Zweitligameister: 1970
- Chilenischer Meister: 1971

Unión Española
- Chilenischer Meister: 1975